# مجدی
محمد مجدالدین حسینی متخلص به مجدی، نویسنده سده دهم هجری است. او کتاب زینت المجالس را به زبان فارسی نگاشت که یکی از مفصل‌ترین و مهم‌ترین مجموعه داستان‌ها به این زبان می‌باشد.
مجدی در مقدمهٔ کتاب منابعی که حکایات را از آن‌ها جمع‌آوری کرده، نام برده‌است. این کتاب از منابع مهم تاریخی به‌شمار می‌آید و ارزش‌های تاریخی و جغرافیاییش بر جنبه‌های داستانی ارجحیت دارد.
مجدی بر حسب موضوع هر فصل، دربارهٔ طبقات اجتماعی مرتبط سخن گفته‌است؛ مثلاً در بخش مرتبط با حسودی، حکایت‌هایی دربارهٔ دزدان، عیاران و گدایان دارد.